# Lost Channels
Lost Channels è il quarto album in studio del gruppo musicale canadese Great Lake Swimmers, pubblicato nel 2009.

## Tracce
1. Palmistry – 2:34
2. Everything Is Moving So Fast – 4:19
3. Pulling on a Line – 3:19
4. Concrete Heart – 3:31
5. She Comes to Me in Dreams – 4:03
6. The Chorus in the Underground – 3:21
7. Singer Castle Bells – 0:48
8. Stealing Tomorrow – 3:47
9. Still – 2:51
10. New Light – 3:20
11. River's Edge – 4:21
12. Unison Falling into Harmony – 3:25